# 4603 Bertaud
4603 Bertaud eller 1986 WM3 är en asteroid i huvudbältet som upptäcktes den 25 november 1986 av CERGA-observatoriet i Nice. Den är uppkallad efter astronomen Charles Bertaud.
Asteroiden har en diameter på ungefär 22 kilometer.